# Cornelia Mee
Cornelia Mee, także Mrs. Mee, z d. Austin (ur. 23 kwietnia 1815 w Bath, zm. 1875 w Londynie) – brytyjska projektantka wzorów dziewiarskich i szydełkowych, pisarka. 

## Biografia
Cornelia Austin urodziła się w Bath w 1815 roku jako córka Thomasa Austina i Sary Shubert. Jej ojciec był pasmanterem, księgarzem i przedsiębiorcą pogrzebowym.  

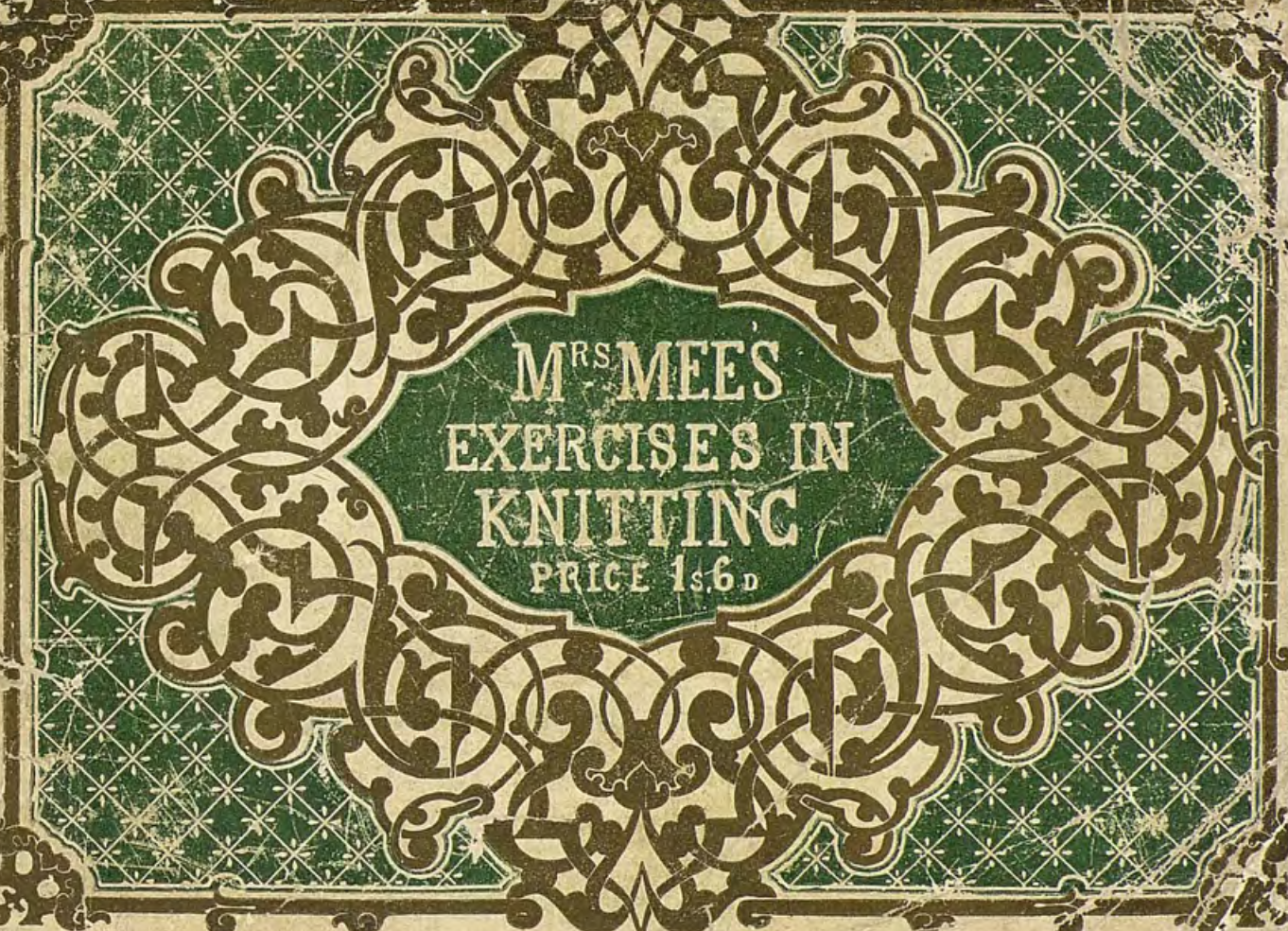
Okładka książki Mrs. Mee's Exercises in Knitting autorstwa Cornelii Mee

Cornelia Mee była jedną z kobiet, które twierdziły, że wynalazły szydełkowanie i odegrały ważną rolę w popularyzacji różnych wyrobów rękodzielniczych w XIX wieku. Uważa się, że to ona opublikowała pierwszą oryginalną instrukcję szydełkowania tunezyjskiego w języku angielskim, którą nazwała „Szydełkowanie a la Tricoter” (oryg. „Crochet a la Tricoter") lub „Szydełkowanie na drutach” (oryg. „Crochet on a Knitting Needle”). 
Mee wydawała ilustrowane książki i broszury ze wzorami i instrukcjami robienia na drutach i szydełkowania, niektóre publikacje tworzyła z młodszą siostrą Mary Battle Austin, w tym „Mee's Companion to the Worktable” (1844), „Crochet Explained and Illustrated” (1846), „Mrs. Mee's Exercises in Knitting” (1846),  „Crochet Collars” (1846), „Crochet Doilies and Edgings” (1846), „Crochet Couvrettes and Collars” (1847),  „The Manual of Needlework” (1854), „Manual of Knitting, Beautifully Illustrated ” (1860),  „The Queen's Winter Knitting Book” (1862), „Tatting, or Frivolité” (1862) i „First Series of theKnitter's Companion” (1867).  
Mee i jej siostra redagowały także czasopismo The Worktable i prowadziły sklep z wełną w Bath. Jej wzory były często wykorzystywane do tworzenia wyrobów rękodzielniczych, które sprzedawano podczas akcji charytatywnych. 
Na Wielką Wystawę w Pałacu Kryształowym w 1851 roku podarowała haftowany sztandar i inne przedmioty, które świadczyły o „wielkiej sile i śmiałości”.
Cornelia Austin wyszła za mąż za wdowca Charlesa Mee w 1837 roku. Zmarła w 1875 roku w wieku 60 lat. Projekty Cornelii Mee są nadal wykorzystywane przez osoby zajmujące się robieniem na drutach i szydełkowaniem. Na portalu Ravelry istnieje strona „Cornelia Mee”, na której można udostępniać projekty w tej sieci społecznościowej. 